# Delomerista longicauda
Delomerista longicauda är en stekelart som beskrevs av Dmitriy R. Kasparyan 1973. Delomerista longicauda ingår i släktet Delomerista och familjen brokparasitsteklar. Arten är reproducerande i Sverige. Utöver nominatformen finns också underarten D. l. americana.